# Cephalosphaera furcata
Cephalosphaera furcata är en tvåvingeart som först beskrevs av Egger 1860.  Cephalosphaera furcata ingår i släktet Cephalosphaera och familjen ögonflugor. Arten är reproducerande i Sverige. Inga underarter finns listade i Catalogue of Life.